# Asota dohertyi
Asota dohertyi là một loài bướm đêm thuộc họ Erebidae. Nó được tìm thấy ở Sulawesi.